# John G. Downey

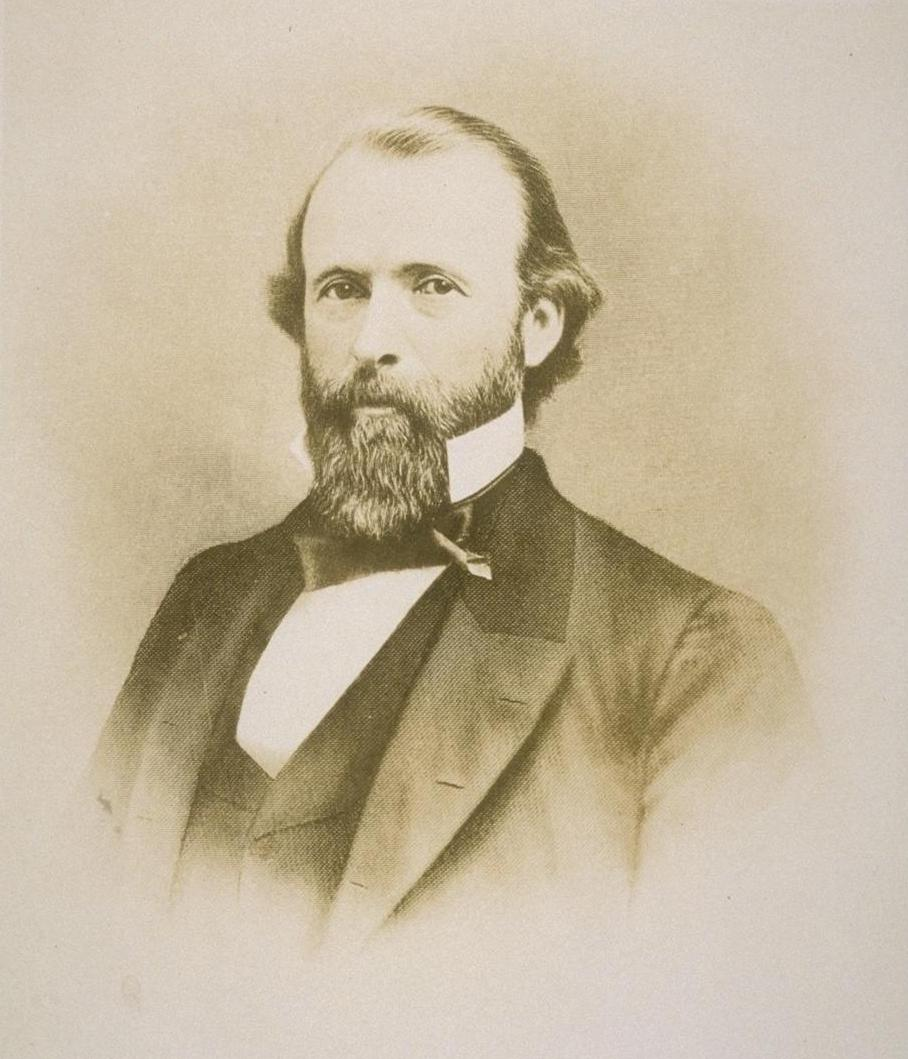
John G. Downey

John Gately Downey (* 24. Juni 1827 im County Roscommon, Irland; † 1. März 1894 in Los Angeles, Kalifornien) war ein US-amerikanischer Politiker und von 1860 bis 1862 der siebte Gouverneur von Kalifornien. Bis zur Wahl von Arnold Schwarzenegger 2003 war er der einzige Gouverneur Kaliforniens, der nicht in den Vereinigten Staaten geboren war.

## Frühe Jahre
Downey wuchs bis zu seinem 14. Lebensjahr in Irland auf. Im Jahr 1842 wanderte die Familie nach Amerika aus und ließ sich in Maryland nieder. Zwei Jahre später machte sich der nunmehr 16-jährige Downey selbstständig und begann eine bis 1846 befristete Lehre in einer Apotheke in Washington. Seinen nächsten Arbeitsplatz fand er in Cincinnati (Ohio), wo er als Drogist arbeitete. Als in Kalifornien Gold gefunden wurde, machte er sich auf Umwegen auf den Weg nach Westen, wo er 1849 ankam. Nach einigen Zwischenstationen in San Francisco zog es ihn nach Los Angeles, wo er sich erfolgreich als Geschäftsmann betätigte. Sein Hauptaugenmerk lag auf dem Immobilienhandel und der Viehzucht. Etwa zur gleichen Zeit entdeckte er sein Interesse für die Politik und wurde Mitglied des Stadtrats von Los Angeles.

## Politischer Aufstieg
Downey war Mitglied der Demokratischen Partei und bekannte sich zunächst zu deren Südflügel, jener Fraktion, die im Vorfeld des Bürgerkrieges den Südstaaten nahestand. Für diese Fraktion war er von 1856 bis 1857 Abgeordneter in der California State Assembly. Bei den Gouverneurswahlen von 1859 wurde er zum Vizegouverneur von Kalifornien gewählt. Als Gouverneur Milton Latham bereits nach nur fünf Tagen zurücktrat, um US-Senator im Kongress in Washington zu werden, rückte Downey an dessen Stelle und wurde am 14. Januar 1860 als siebter Gouverneur von Kalifornien vereidigt.

## Gouverneur von Kalifornien

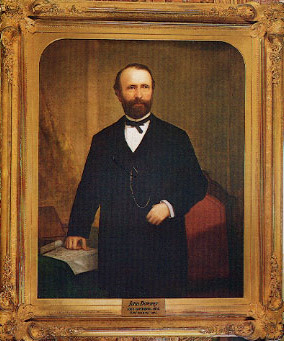
Offizielles Porträt als Gouverneur

Während seiner Amtszeit kam es zu einem Konflikt wegen eines umstrittenen Hafengesetzes, das das Staatsparlament mehrheitlich verabschiedet hatte. Diese sogenannte „Bulkhead Bill“ war im Staat heftigst umstritten. Das Gesetz sah vor, das Hafengebiet von San Francisco zu privatisieren und in die Hände von Monopolisten zu geben. Die Großkapitalisten waren Feuer und Flamme für dieses Gesetz, während der Mittelstand, kleinere Händler und die breite Öffentlichkeit entschieden dagegen waren. Zur Überraschung aller legte Gouverneur Downey sein Veto gegen dieses Gesetz ein. Er hielt das Gesetz für nicht verfassungskonform und moralisch für ungerecht. Außerdem befürchtete er gravierende Schäden für den kalifornischen Ex- und Import. Durch dieses Veto stieg seine Popularität in San Francisco und in ganz Kalifornien auf einen Höhepunkt. Als er wenig später San Francisco besuchte, wurde er stürmisch umjubelt und als Held gefeiert. Auf der anderen Seite konnten ihm die Befürworter des Gesetzes sein Verhalten nicht vergeben. Als die Präsidentschaftswahlen von 1860 anstanden, brachen die Gräben innerhalb der Demokratischen Partei wieder auf. Der Nordflügel unterstützte Stephen A. Douglas, während sich der Südflügel für John C. Breckinridge einsetzte. Dieses Mal wechselte Gouverneur Downey zum Nordflügel und unterstützte Douglas in dessen vergeblicher Kandidatur gegen Abraham Lincoln.

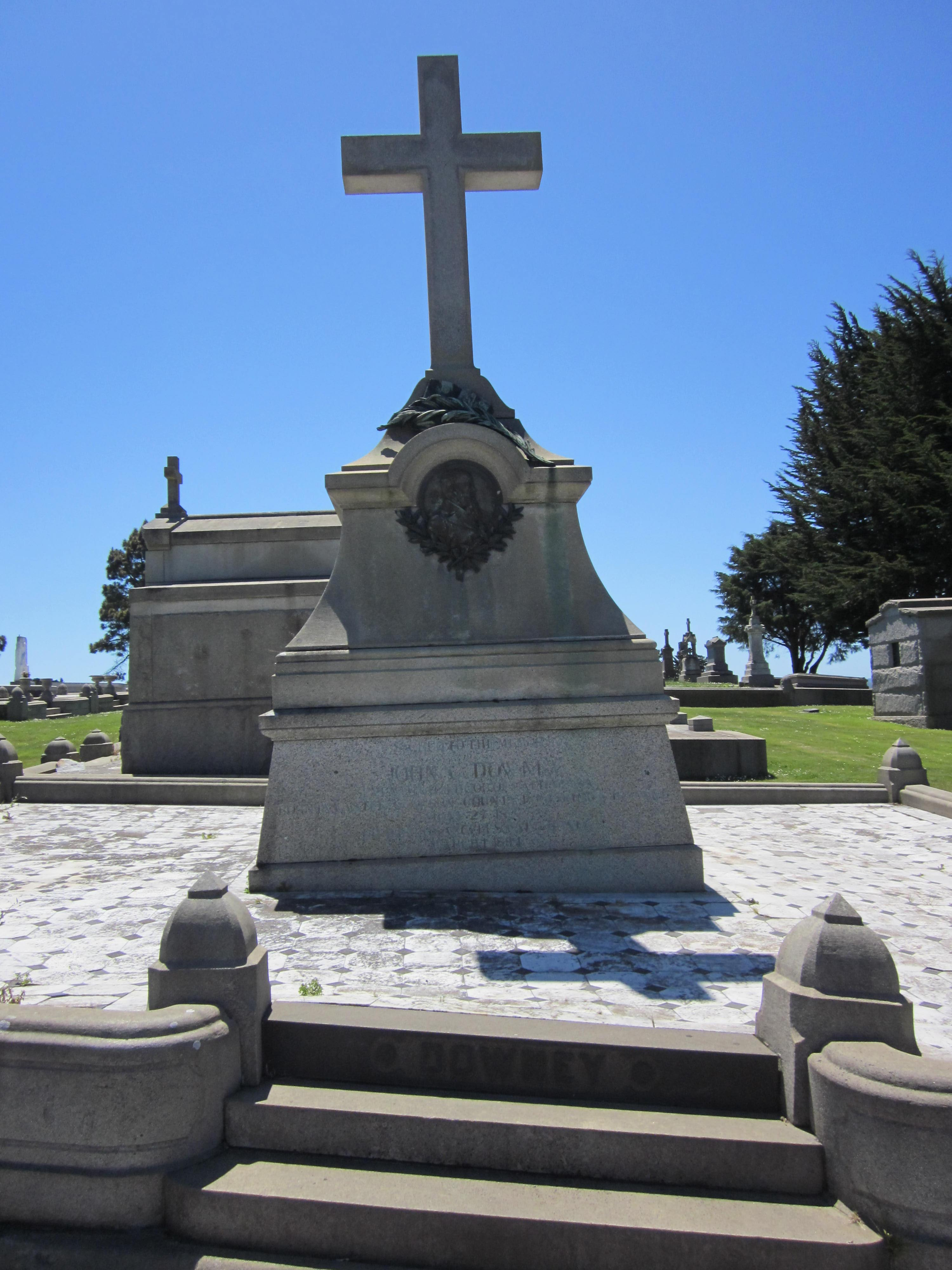
Downeys Grab in Colma, Kalifornien

Bei Ausbruch des Bürgerkrieges versprach er der Union seine Unterstützung. Allerdings entpuppte sich dieses Versprechen als sehr vage. Er verhielt sich in der Kriegsfrage eher passiv, aber immerhin hielt er Kalifornien in der Union. Seine im Streit um das Hafengesetz erworbene Popularität war zum Zeitpunkt der nächsten Gouverneurswahlen wie verflogen. Seine Demokraten waren immer noch gespalten; Downey hatte nun auch die Unterstützung des Nordflügels verloren und wurde nicht mehr nominiert.

## Weiterer Lebenslauf
Nach dem Ende seiner politischen Karriere zog er sich nach Südkalifornien zurück. 1871 gehörte er zu den Gründern der Farmers and Merchants Bank in Los Angeles. Und 1879 war er an der Gründung der University of Southern California beteiligt. Downey war mit Maria Jesus Guirado verheiratet. Das Ehepaar wurde 1883 Opfer eines Eisenbahnunglücks. Während Downey aus den brennenden Trümmern gerettet werden konnte, blieb seine Frau verschollen. Mental hat Downey diesen Schock nie richtig verarbeiten können. Danach verlobte er sich mit der 32 Jahre jüngeren Schriftstellerin Yda Hillis Addis. Seine Schwestern hielten die Braut für eine Erbschleicherin. Aus diesem Grund entführten sie ihren Bruder kurzerhand nach Irland. Später hat er dann mit Rosa Kelly doch noch einmal geheiratet. Downey starb am 1. März 1894 in seinem Haus in Los Angeles.